# Ślądkowice
Ślądkowice – wieś w Polsce położona w województwie łódzkim, w powiecie pabianickim, w gminie Dłutów.
Prywatna wieś duchowna Sulątkowice położona była w drugiej połowie XVI wieku w powiecie szadkowskim województwa sieradzkiego, własność krakowskiej kapituły katedralnej. W latach 1975–1998 miejscowość administracyjnie należała do województwa piotrkowskiego.

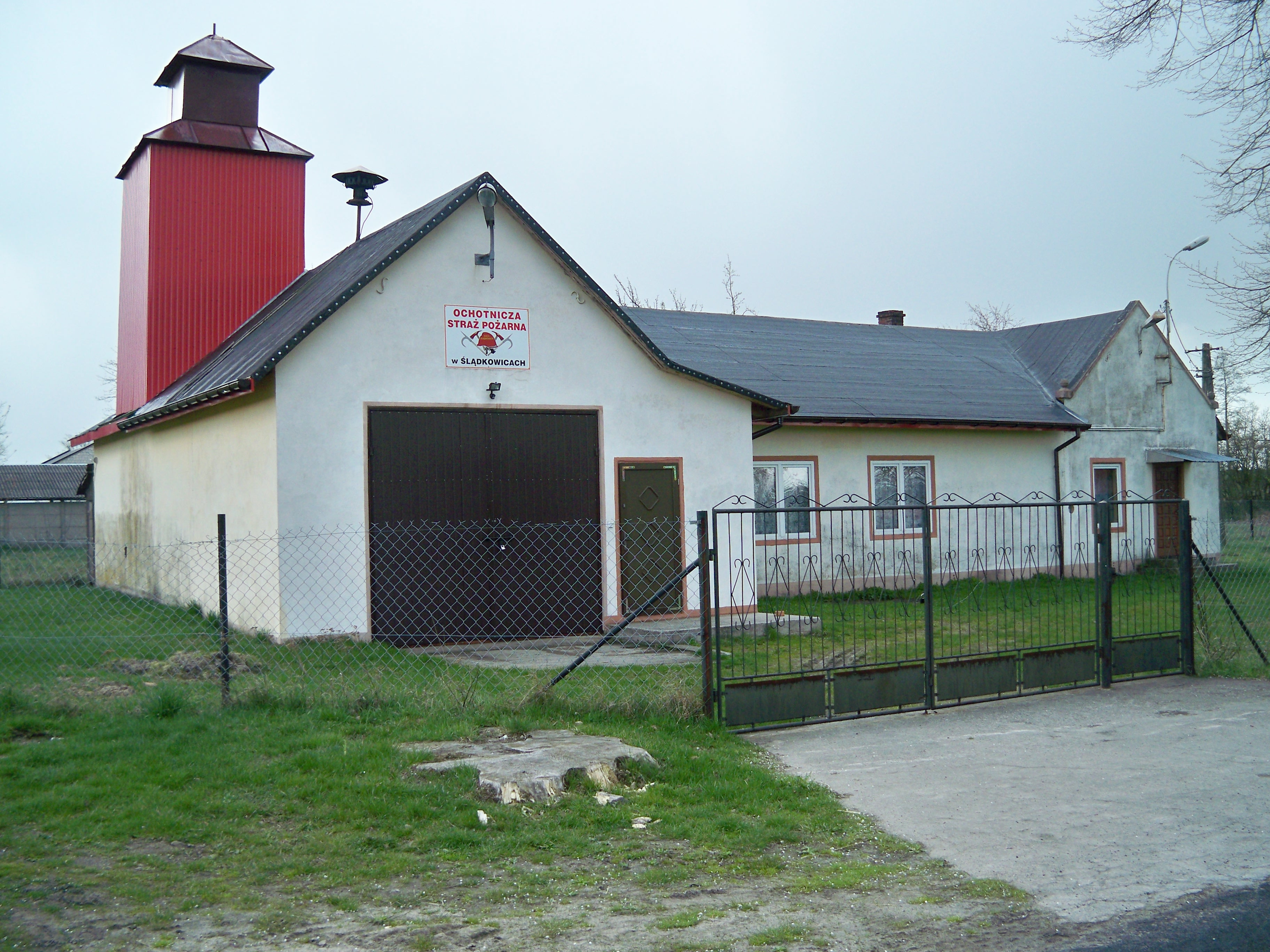
OSP Ślądkowice

Miejscowość dzieli się na części oznaczone kolejno numerami, stanowiące w rzeczywistości odrębne osady o zabudowie luźnej (ulicówka lub rzędówka).
W 1909 w Ślądkowicach urodził się prof. Witold Warkałło (zm. 1983), polski teoretyk prawa ubezpieczeniowego, profesor Uniwersytetu Warszawskiego.